# Louis Didier Lecour
Pour les articles homonymes, voir Lecour.
Pour les autres membres de la famille, voir Famille Le Cour Grandmaison.
Louis Didier Lecour est un homme politique français né le 9 septembre 1772 à Nantes (Loire-Atlantique) et décédé le 20 novembre 1849 à Mayenne (Mayenne).

## Biographie
Louis Didier Lecour est le fils de Jean Lecour, marchand orfèvre à Paris et Nantes, caissier de l'hôtel de la Monnaie de Nantes, et de Louise Maneuvrier.
Horloger à Mayenne, il y épouse, en l'an V, Constance Ripault, fille de Pierre Ripault, horloger, député des orfèvres à l'assemblée du tiers à Mayenne en 1789, et de Jeanne Carré, et belle-sœur de Jacques-François Bissy. En l'an VII, il était essayeur d'or à Paris. Il est maire de Mayenne (1830-1837) et conseiller général.
Élu aux élections législatives de 1831 du 3e collège de la Mayenne, il est député de la Mayenne de 1831 à 1834, siégeant dans la majorité soutenant la monarchie de Juillet, aux côtés des quatre autres députés du département, en spectateurs muets des débats législatifs.
Membre de la majorité conservatrice, il échoue aux élections législatives de 1834, dans le même collège, avec 56 voix contre 82 à Charles-Pierre Michel de Puisard.

## Sources
- « Louis Didier Lecour », dans Adolphe Robert et Gaston Cougny, Dictionnaire des parlementaires français, Edgar Bourloton, 1889-1891 [détail de l’édition]
- « Louis Didier Lecour », dans Alphonse-Victor Angot et Ferdinand Gaugain, Dictionnaire historique, topographique et biographique de la Mayenne, Laval, A. Goupil, 1900-1910 [détail des éditions] (BNF 34106789, présentation en ligne), t. IV